# 暗所恐怖症
暗所恐怖症（あんしょきょうふしょう、英: Nyctophobia、希: νυξ/nyx:夜 + φοβια/phobia:恐怖症）は、暗闇を病的に怖がることをいう。その症状としては息切れ、過度の発汗、吐き気、震え、動悸、発話・思考の不明瞭、現実感の喪失などが見られる。通常ヒトは夜行性ではないため、明るい時と比べると、全く異なった環境である暗闇を本能的に警戒する。暗所恐怖症では、ヒトの本能的な恐怖を越えて症状が現れる。
患者には暗闇への異常で持続的な恐怖があり、暗闇が非常に恐ろしいものではないということが頭では分かっていても、不安を経験する。治療法は他の特定の恐怖症と共通する（「特定の恐怖症#治療」を参照）。
暗所恐怖症は子供に発症することが多い。

## 治療
暗所恐怖症の治療には、曝露療法（エクスポージャー）が用いられる。治療者は、患者が暗闇に身を置くことをサポートし、「暗闇に身を置いていても、時間が経過するとともに、徐々に不安感が減少していく」ということや、「暗闇に身を置いても、恐れていることは起こらず、暗闇は危険ではない」ということを実感できるよう支援する。患者が治療に意欲的に取り組めるよう、暗闇として映画館を活用し、好きな映画を観に行くという目標の達成に向けた支援と並行して、暗所恐怖症からの回復をサポートした事例も報告されている。